# Diecezja St Albans
Diecezja St Albans (ang. Diocese of St Albans) – diecezja Kościoła Anglii w metropolii Canterbury, obejmująca świeckie hrabstwa Hertfordshire i Bedfordshire, a także część London Borough of Barnet. Została ustanowiona 30 kwietnia 1877 roku.

## Biskupi
stan na 23 stycznia 2018:
- biskup diecezjalny: Alan Smith (z tytułem biskupa St Albans)
- biskupi pomocniczy: 
  - Richard Atkinson (z tytułem biskupa Bedford)
  - Michael Beasley (z tytułem biskupa Hertford)